# Liste des ascensions du Tour de France 2020
La liste des ascensions du Tour de France 2020 répertorie les cols et côtes empruntés par les coureurs lors de la 107e édition de la course cycliste par étape du Tour de France.

## Présentation
Soixante-cinq ascensions sont répertoriées pour l'édition 2020 : 5 classées hors catégorie, 16 de première catégorie, 8 de deuxième, 21 de troisième et 15 de quatrième.
Le point culminant est atteint dans le massif de la Vanoise (Alpes), au col de la Loze, arrivée de la 17e étape. Le Souvenir Henri-Desgrange y est décerné au Colombien Miguel Ángel López.
Le Français Fabien Grellier porte le maillot distinctif de meilleur grimpeur au soir de la première étape et le cède après la seconde à son compatriote Benoît Cosnefroy, qui le porte jusqu'au soir de la 16e étape. Le Slovène Tadej Pogačar endosse le maillot pour la 17e étape et le cède immédiatement à l’Équatorien Richard Carapaz, avant de le reprendre définitivement au soir du contre-la-montre de l'avant-dernière étape au sommet de la Planche des Belles Filles.

## Répartition
Par massif
Pour des raisons techniques, il est temporairement impossible d'afficher le graphique qui aurait dû être présenté ici.

Par catégorie
Pour des raisons techniques, il est temporairement impossible d'afficher le graphique qui aurait dû être présenté ici.

## Liste
| Ascension                               | Catégorie | Département                   | Massif montagneux | Altitude | Étape | Coureur en tête au sommet |
| --------------------------------------- | --------- | ----------------------------- | ----------------- | -------- | ----- | ------------------------- |
| Côte de Rimiez (1)                      | 3e        | Alpes-Maritimes               | Alpes             | 310 m    | 1re   | Fabien Grellier           |
| Côte de Rimiez (2)                      | 3e        | Alpes-Maritimes               | Alpes             | 310 m    | 1re   | Michael Schär             |
| Col de la Colmiane                      | 1re       | Alpes-Maritimes               | Alpes             | 1 500 m  | 2e    | Benoît Cosnefroy          |
| Col de Turini                           | 1re       | Alpes-Maritimes               | Alpes             | 1 607 m  | 2e    | Anthony Perez             |
| Col d'Èze                               | 2e        | Alpes-Maritimes               | Alpes             | 490 m    | 2e    | Nicolas Roche             |
| Col du Pilon                            | 3e        | Alpes-Maritimes               | Alpes             | 782 m    | 3e    | Anthony Perez             |
| Col de la Faye                          | 3e        | Alpes-Maritimes               | Alpes             | 984 m    | 3e    | Anthony Perez             |
| Col des Lèques                          | 3e        | Alpes-de-Haute-Provence       | Alpes             | 1 148 m  | 3e    | Jérôme Cousin             |
| Col de l'Orme                           | 4e        | Alpes-de-Haute-Provence       | Alpes             | 734 m    | 3e    | Jérôme Cousin             |
| Col du Festre                           | 3e        | Alpes-de-Haute-Provence       | Alpes             | 1 441 m  | 4e    | Quentin Pacher            |
| Côte de Corps                           | 4e        | Isère                         | Alpes             | 927 m    | 4e    | Quentin Pacher            |
| Côte de l'Aullagnier                    | 3e        | Hautes-Alpes                  | Alpes             | 1 172 m  | 4e    | Quentin Pacher            |
| Côte de Saint-Léger-les-Mélèzes         | 3e        | Hautes-Alpes                  | Alpes             | 1 250 m  | 4e    | Krists Neilands           |
| Orcières-Merlette                       | 1re       | Hautes-Alpes                  | Alpes             | 1 825 m  | 4e    | Primož Roglič             |
| Col de Serre Colon                      | 4e        | Drôme                         | Alpes             | 434 m    | 5e    | Benoît Cosnefroy          |
| Côte de Saint-Vincent-de-Barrès         | 4e        | Ardèche                       |                   | 258 m    | 5e    | Benoît Cosnefroy          |
| Cap de Coste                            | 3e        | Gard                          |                   | 359 m    | 6e    | Nicolas Roche             |
| Col des Mourèzes                        | 3e        | Gard                          | Massif central    | 537 m    | 6e    | Nicolas Roche             |
| Col de la Lusette                       | 1re       | Gard                          | Massif central    | 1 351 m  | 6e    | Alexey Lutsenko           |
| Côte de Luzençon                        | 3e        | Aveyron                       | Massif central    | 562 m    | 7e    | Benoît Cosnefroy          |
| Col de Peyronnenc                       | 3e        | Aveyron/Tarn                  | Massif central    | 879 m    | 7e    | Thomas De Gendt           |
| Côte de Paulhe                          | 4e        | Tarn                          | Massif central    | 591 m    | 7e    | Thomas De Gendt           |
| Col de Menté                            | 1re       | Haute-Garonne                 | Pyrénées          | 1 349 m  | 8e    | Benoît Cosnefroy          |
| Port de Balès                           | HC        | Hautes-Pyrénées/Haute-Garonne | Pyrénées          | 1 755 m  | 8e    | Nans Peters               |
| Col de Peyresourde                      | 1re       | Haute-Garonne/Hautes-Pyrénées | Pyrénées          | 1 569 m  | 8e    | Nans Peters               |
| Côte d'Artiguelouve                     | 4e        | Pyrénées-Atlantiques          | Pyrénées          | 273 m    | 9e    | Benoît Cosnefroy          |
| Col de la Hourcère                      | 1re       | Pyrénées-Atlantiques          | Pyrénées          | 1 440 m  | 9e    | Marc Hirschi              |
| Col du Soudet                           | 3e        | Pyrénées-Atlantiques          | Pyrénées          | 1 540 m  | 9e    | Marc Hirschi              |
| Col d'Ichère                            | 3e        | Pyrénées-Atlantiques          | Pyrénées          | 674 m    | 9e    | Marc Hirschi              |
| Col de Marie-Blanque                    | 1re       | Pyrénées-Atlantiques          | Pyrénées          | 1 035 m  | 9e    | Marc Hirschi              |
| Côte de Cherveux                        | 4e        | Deux-Sèvres                   |                   | 106 m    | 11e   | Matthieu Ladagnous        |
| Côte de Saint-Martin-Terressus          | 4e        | Haute-Vienne                  | Massif central    | 393 m    | 12e   | Mathieu Burgaudeau        |
| Côte d'Eybouleuf                        | 4e        | Haute-Vienne                  | Massif central    | 411 m    | 12e   | Mathieu Burgaudeau        |
| Côte de la Croix du Prey                | 3e        | Corrèze                       | Massif central    | 817 m    | 12e   | Marc Soler                |
| Suc au May                              | 2e        | Corrèze                       | Massif central    | 903 m    | 12e   | Marc Hirschi              |
| Col de Ceyssat                          | 1re       | Puy-de-Dôme                   | Massif central    | 1 078 m  | 13e   | Simon Geschke             |
| Col de Guéry                            | 3e        | Puy-de-Dôme                   | Massif central    | 1 277 m  | 13e   | Pierre Rolland            |
| Montée de la Stèle                      | 2e        | Puy-de-Dôme                   | Massif central    | 1 250 m  | 13e   | Valentin Madouas          |
| Côte de l'Estiade                       | 3e        | Cantal                        | Massif central    | 769 m    | 13e   | Pierre Rolland            |
| Côte d'Anglards-de-Salers               | 3e        | Cantal                        | Massif central    | 803 m    | 13e   | Neilson Powless           |
| Col de Néronne                          | 2e        | Cantal                        | Massif central    | 1 242 m  | 13e   | Maximilian Schachmann     |
| Pas de Peyrol                           | 1re       | Cantal                        | Massif central    | 1 589 m  | 13e   | Daniel Felipe Martínez    |
| Côte du Château d'Aulteribe             | 4e        | Puy-de-Dôme                   | Massif central    | 435 m    | 14e   | Stefan Küng               |
| Col du Béal                             | 2e        | Puy-de-Dôme/Loire             | Massif central    | 1 390 m  | 14e   | Stefan Küng               |
| Côte de Courreau                        | 3e        | Loire                         | Massif central    | 1 062 m  | 14e   | Stefan Küng               |
| Côte de la Duchère                      | 4e        | Rhône                         |                   | 264 m    | 14e   | Tiesj Benoot              |
| Côte de la Croix-Rousse                 | 4e        | Rhône                         |                   | 239 m    | 14e   | Lennard Kämna             |
| Montée de la Selle de Fromentel         | 1re       | Ain                           | Jura              | 1 174 m  | 15e   | Jesús Herrada             |
| Col de la Biche                         | 1re       | Ain                           | Jura              | 1 325 m  | 15e   | Pierre Rolland            |
| Le Grand Colombier                      | HC        | Ain                           | Jura              | 1 501 m  | 15e   | Tadej Pogačar             |
| Côte de Virieu                          | 4e        | Isère                         |                   | 562 m    | 16e   | Nans Peters               |
| Col de Porte                            | 2e        | Isère                         | Alpes             | 1 326 m  | 16e   | Pierre Rolland            |
| Côte de Revel                           | 2e        | Isère                         | Alpes             | 752 m    | 16e   | Pierre Rolland            |
| Montée de Saint-Nizier-du-Moucherotte   | 1re       | Isère                         | Alpes             | 1 169 m  | 16e   | Lennard Kämna             |
| Villard-de-Lans Côte 2000               | 3e        | Isère                         | Alpes             | 1 152 m  | 16e   | Lennard Kämna             |
| Col de la Madeleine                     | HC        | Savoie                        | Alpes             | 2 000 m  | 17e   | Richard Carapaz           |
| Col de la Loze Souvenir Henri-Desgrange | HC        | Savoie                        | Alpes             | 2 304 m  | 17e   | Miguel Ángel López        |
| Cormet de Roselend                      | 1re       | Savoie                        | Alpes             | 1 968 m  | 18e   | Marc Hirschi              |
| Côte de la Route des Villes             | 3e        | Savoie                        | Alpes             | 1 093 m  | 18e   | Marc Hirschi              |
| Col des Saisies                         | 2e        | Savoie                        | Alpes             | 1 624 m  | 18e   | Marc Hirschi              |
| Col des Aravis                          | 1re       | Savoie/Haute-Savoie           | Alpes             | 1 487 m  | 18e   | Richard Carapaz           |
| Montée du Plateau des Glières           | HC        | Haute-Savoie                  | Alpes             | 1 390 m  | 18e   | Richard Carapaz           |
| Côte de Château-Chalon                  | 4e        | Jura                          | Jura              | 466 m    | 19e   | Rémi Cavagna              |
| La Planche des Belles Filles            | 1re       | Haute-Saône                   | Vosges            | 1 035 m  | 20e   | Tadej Pogačar             |
| Côte de Beulle                          | 4e        | Yvelines                      |                   | 178 m    | 21e   | Clément Russo             |

## Classement final du Grand-Prix de la montagne

Portraits des trois premiers du classement
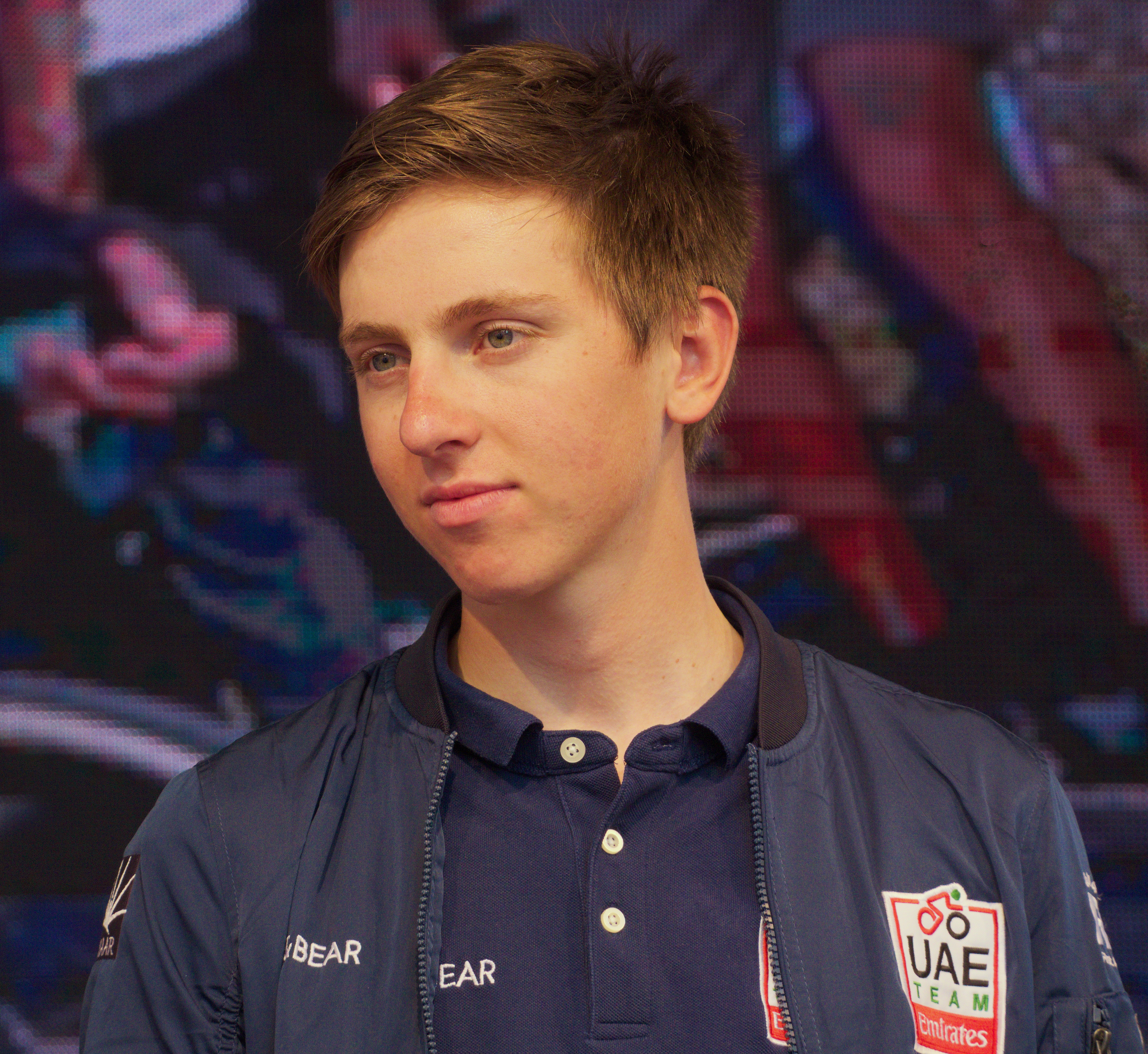
1. Tadej Pogačar
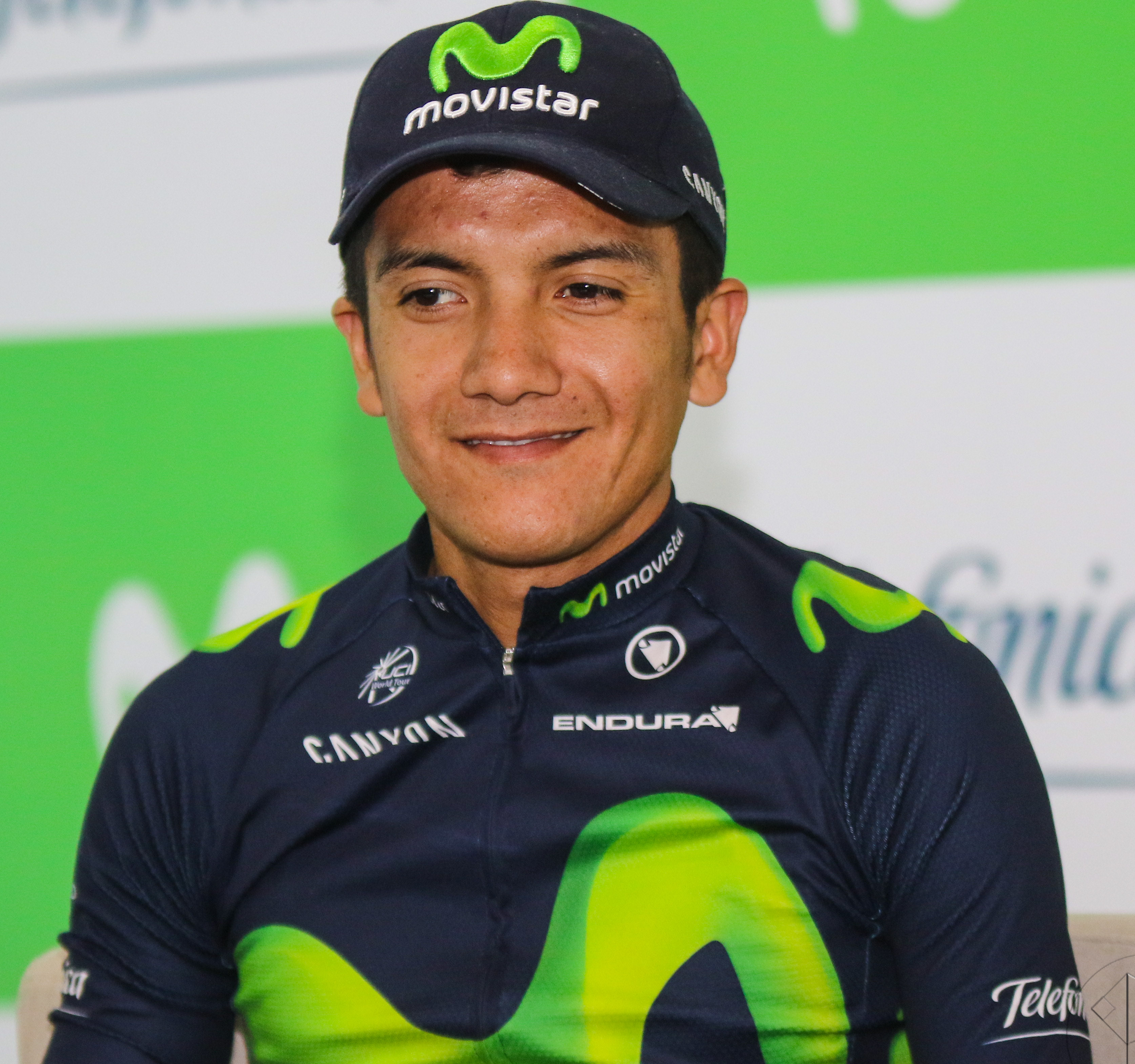
2. Richard Carapaz
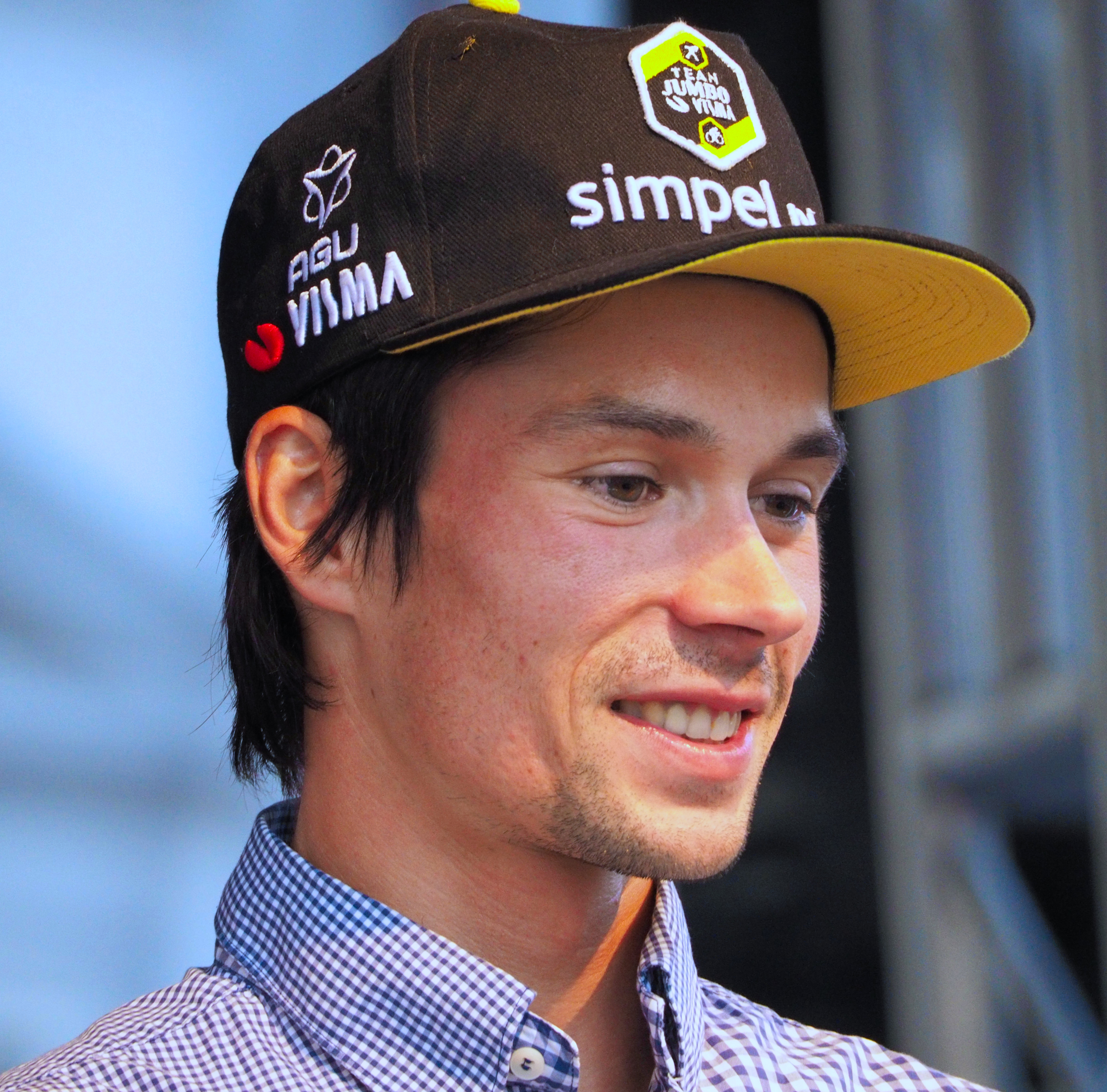
3. Primož Roglič

| Classement de la montagne | Classement de la montagne | Classement de la montagne | Classement de la montagne        | Classement de la montagne |
| Coureur                   | Coureur                   | Pays                      | Équipe                           | Points                    |
| ------------------------- | ------------------------- | ------------------------- | -------------------------------- | ------------------------- |
| 1er                       | Tadej Pogačar             | Slovénie                  | UAE Team Emirates                | 82 pts                    |
| 2e                        | Richard Carapaz           | Équateur                  | Ineos Grenadiers                 | 74 pts                    |
| 3e                        | Primož Roglič             | Slovénie                  | Jumbo-Visma                      | 67 pts                    |
| 4e                        | Marc Hirschi              | Suisse                    | Team Sunweb                      | 62 pts                    |
| 5e                        | Miguel Ángel López        | Colombie                  | Astana                           | 51 pts                    |
| 6e                        | Benoît Cosnefroy          | France                    | AG2R La Mondiale                 | 36 pts                    |
| 7e                        | Pierre Rolland            | France                    | B&B Hotels-Vital Concept p/b KTM | 36 pts                    |
| 8e                        | Richie Porte              | Australie                 | Trek-Segafredo                   | 36 pts                    |
| 9e                        | Nans Peters               | France                    | AG2R La Mondiale                 | 32 pts                    |
| 10e                       | Lennard Kämna             | Allemagne                 | Bora-Hansgrohe                   | 27 pts                    |